# هونگ چال
هونگ چال (انگلیسی: Hong Chul؛ زادهٔ ۱۷ سپتامبر ۱۹۹۰) بازیکن فوتبال اهل کره جنوبی است.
از باشگاه‌هایی که در آن بازی کرده‌است می‌توان به باشگاه فوتبال سوون سامسونگ، باشگاه فوتبال سئونگنام اشاره کرد.